# Mudança social
Na sociologia, mudança social refere-se a uma alteração na ordem social de uma sociedade. A mudança social pode incluir mudanças na natureza, instituições sociais, comportamentos sociais e nas relações sociais. O ser humano precisa adaptar o meio às suas necessidades, partindo desse pressuposto, foi necessário se adaptar as suas próprias conquistas. Uma das características mais marcantes da sociedade moderna tem sido sua capacidade de produzir e se adequar as mudanças sociais. Cada uma delas, imposta pelo próprio homem, representa um rompimento com a tradição. Muitas tradições permanecem embutidas em nossa sociedade, algumas sob novos aspectos. Por exemplo, a família constituída nos dias atuais é muito diferente da família do século XIX, os trabalhadores de hoje têm uma rotina diferente da rotina de trabalho do início da década de 1920.
Esses rompimentos ou mudanças são acompanhados de formas de permanência, ou seja o ambiente de trabalho ou configuração familiar pode tomar outros aspectos, mas seus traços característicos não deixam de ser identificados. 
Está relacionado com os nacionalismos, a revolução industrial, os impérios, as guerras mundiais e a construção da democracia.